# Tadeusz Pawlak
Tadeusz Pawlak (ur. 2 czerwca 1939 w Warszawie, zm. 20 lutego 2025) – polski dyplomata, ambasador na Białorusi w latach 2002–2005.

## Życiorys
Ukończył studia w Moskiewskim Państwowym Instytucie Stosunków Międzynarodowych (1962) oraz studia podyplomowe w Szkole Głównej Planowania i Statystyki w Warszawie (1971).
Od 1962 był zawodowo związany z Ministerstwem Spraw Zagranicznych. W latach 1964–1968 pracował jako attaché w Ambasadzie PRL w Tokio. Po powrocie do kraju był pracownikiem Departamentu Azji MSZ. Na placówkę ponownie wyjechał w 1971. Pełnił funkcję II sekretarza ambasady w Pekinie, po czym, w 1974, powrócił do pracy w Departamencie Azji MSZ. W latach 1978–1982 był I sekretarzem ambasady w Bangkoku. W kolejnych latach pełnił funkcje radcy ministra oraz zastępcy dyrektora Departamentu Azji MSZ.
W 1988 po raz kolejny został skierowany do pracy w ambasadzie w Tokio, gdzie przez kolejne cztery lata był zastępcą ambasadora. Od 1992 do 1994 kierował wydziałem w Departamencie Azji. W kolejnych latach zajmował się tematyką wschodnioeuropejską. Przez dwa lata był szefem wydziału w Departamencie Europy Wschodniej. Od 1996 do 2002 pełnił funkcję zastępcy szefa misji w randze radcy-ministra w Ambasadzie RP w Kijowie.
Od 2002 do 28 listopada 2005 pełnił funkcję Ambasadora RP na Białorusi.
Pochowany na Cmentarzu Komunalnym Północnym w Warszawie.